# أوبيستاتين
أوبيستاتين (بالإنجليزية: Obestatin)‏ هو هرمون يتم إنتاجه في خلايا طلائية متخصصة في المعدة والأمعاء الدقيقة في مختلف الثدييات من ضمنها الإنسان. في الأصل عرف أوبيستاتين بأنه ببتيد قهمي (مفقد للشهية)، لكن أثره على تناول الطعام لا يزال نقطة مثيرة للجدل.

## اكتشافه
تم اكتشاف أوبيستاتين باستخدام نهج المعلوماتية البيولوجية: بواسطة بحث حاسوبي للجينوم المتسلسل لمختلف الكائنات الحية.

## التركيب الهيكلي
التركيب الهيكلي للأوبيستاتين تم تحديده بواسطة الرنين المغناطيسي الطيفي. وجد بأن طول عديد الببتيد 24 جزيء متبقي مع بناء ثانوي حلزوني بنسبة 29%. تحديدًا 2 بناء حلزوني و7 أجزاء متبقية تم تشكيلها.

## الجين والنسخ
تم تشفير أوبيستاتين بواسطة نفس الجين الذي يشفر الغريلين، وهو هرمون ببتيدي. ينتج الحمض النووي الرسول من جين GHRL ولديه أربع اكسونات. ظهرت 5 منتجات ذوات صفات وتراكيب متشابهة، الأول هو 117-حمض أميني بريبروغريلين (وهو مطابق لبروموتيلين، كلاهما يعد عضو من عائلة). يتم انقسامه لإنتاج بروغريلين والذي ينقسم لإنتاج 28-حمض أميني غريلين (غير أسيلي) وج-غريلين (أسيلي). من المفترض انقسام أوبيستاتين من ج-غريلين.

## المستقبل
اقترح في الأصل إلى وظيفة GPR39 كمستقبل لأوبستاتين، لكن الاكتشافات الحديثة تشير إلى أن هذا غير مرجح.

## مستويات الدم
حتى الآن لم يتم إجراء دراسات بيوكيميائية لدوران اوبيستاتين في الدم.

## الوظيفة
يعارض أوبستاتين أعمال الغريلين وهي إفراز هرمونات النمو وزيادة الشهية. الهدف من إنتاج هرمونين بأثرين متعاكسين هو غير واضح: عند إزالة جين الغريلين من الفئران لم يقلل بشكل واضح من تناول الطعام. لا يوجد كونفيرتيز مفرزة قادرة على تقسيم سلائف البروغريلين المتحدة بواسطة تقسيمها لأجزاء أساسية فردية مطلوبة لتوليد أوبيستاتين متسلسل. وبالتالي فان الجيل الفسيولوجي لهذا التسلسل الببتيدي لا يزال غير مثبت. يعاكس أوبيستاتين دور الغريلين في تناول الطعام ويلعب دورا في توازن الطاقة. أدى تمرين مقاومة الدارة إلى تغيير واضح في مستويات هرمون النمو، ولكن لم يكن له تأثير على مستويات أوبستاتين في البلازما.

## أهمية سريرية
ترتبط الدراسات حول نسبة اوبستاتين /غريلين في الجهاز الهضمي والبلازما ببعض الأمراض مثل متلازمة القولون العصبي، السمنة، متلازمة برادر ويلي، وداء السكري النوع الثاني.